# 巴拉希哈
巴拉希哈（俄语：Балаши́ха）是俄羅斯莫斯科州中部的一個城市。位於莫斯科以東25公里的佩霍爾卡河畔。2002年人口147,909人。1939年建市。